# ژیتنویه
ژیتنویه (به لاتین: Zhitnoye) یک منطقهٔ مسکونی در روسیه است که در استان آستراخان واقع شده‌است.